# Eutropis carinata
Eutropis carinata (Schneider, 1801) è un rettile appartenente alla famiglia degli Scincidae, diffuso in Asia meridionale.

## Descrizione
Eutropis carinata è caratterizzata da un corpo robusto e un muso moderato e ottuso. Le palpebre inferiori sono squamose; le squame vertebrali sono lisce. Le orecchie sono composte da un'apertura tondeggiante, quasi sub-triangolare. La colorazione della parte superiore va da un marrone chiaro ad un color oliva o bronzo, solitamente uniforme ma a volte presenta macchie, marrone scuro o nere, o striature longitudinali lungo i margini laterali delle squame. I lati sono marrone scuro con o senza macchie chiare. Presenta una leggera linea dorso-laterale più chiara che parte da sopra l'occhio e prosegue fino alla base della coda. La parte inferiore è caratterizzata da un colore biancastro o giallastro, di una tonalità vicina all'arancio.
Eutropis carinata è una rettile di piccole dimensioni, un esemplare adulto può raggiungere una massa corporea di 100,5 g.
Le dimensioni degli esemplari adulti sono:
- lunghezza da 25 a 37 cm
- lunghezza del muso 9 cm

Questa specie può udire suoni da 500 a 2000 Hz.

## Biologia

### Comportamento
Eutropis carinata è un rettile terrestre e diurno, frequentemente visto crogiolarsi o foraggiare in aree aperte.
Quando minacciato dai predatori, perde la coda per distrarli e sfuggire; la coda si rigenera e ricresce nel tempo.

### Alimentazione
Si ciba di piccoli insetti, tra i quali grilli, bruchi, coleotteri, lombrichi e anche piccoli vertebrati.

### Riproduzione
Questa specie è ovipara; tra agosto e settembre depone da 2 a 20 uova che vengono deposte in un buco scavato da loro o sotto tronchi caduti e covate fino alla loro schiusa. Le uova misurano 11 × 17 mm. I piccoli emergono dal riparo tra maggio e giugno, la loro lunghezza è di 12-12,5 mm.
Il ciclo riproduttivo maschile a Mysore, (India meridionale), è caratterizzato dal picco delle dimensioni dei testicoli e dalla massima attività spermatogenica e steroidogenica durante ottobre-novembre che coincide con il ciclo riproduttivo femminile generalmente nella stagione secca e post-piovosa dell'anno.

## Distribuzione e habitat
Questa specie abita l'ecozona indomalese.
Il suo habitat include le foreste umide tropicali delle isole Maldive-Laccadive-Chagos, le foreste paludose delle Sundarbans, le foreste sempreverdi secche dell'altopiano del Deccan orientale, la foresta decidua secca dell'altopiano del Deccan centrale, le foreste decidue umide dei Ghati Occidentali meridionali, le foreste decidue umide delle pianure del basso Gange, le foreste decidue secche del Chhota-Nagpur, le foreste sempreverdi secche delle zone aride dello Sri Lanka, le foreste decidue secche settentrionali, le foreste spinose nord-occidentali, le foreste decidue umide dei Ghati Occidentali settentrionali, le foreste decidue secche del Kathiawar-Gir, le foreste umide della costa del Malabar, le forete pluviali di pianura di Sri Lanka, le foreste decidue umide delle pianure dell'alto Gange e le foreste decidue secche della valle del Narmada.
La sottospecie lanake, originaria dello Sri Lanka, si trova in molti tipi di habitat, da foreste pluviali e deserti a foreste di macchia, parchi e giardini di ville e città.
Questi territori si estendono nell'Asia meridionale e comprendono gli stati del Bangladesh, Birmania, India (eccetto nel nord-ovest), Maldive, Nepal e Sri Lanka, raramente si può trovare anche in Bhutan.

## Tassonomia

### Sottospecie
Sono state distinte due sottospecie:
- Eutropis carinata carinata (Schneider, 1801)
- Eutropis carinata lankae (Deraniyagala, 1953)

## Conservazione
La specie occupa un areale abbastanza vasto, all'interno del quale la popolazione sembra stabile. Nonostante questo la Lista rossa IUCN classifica Eutropis carinata come specie a rischio minimo (Least Concern).